# تاریخ آرژانتین
اولین نشانه‌های حضور بشر در آرژانتین در مناطق پاتاگونیا (پیدرا موسیو، سنتا کروز) و در ۱۱۰۰۰ سال پیش از میلاد مسیح بوده‌است.
در اوایل عصر میلاد، تمدنهای متعددی مبتنی بر (کشت) ذرت در ناحیه غربی آند (سانتا ماریا، هوارپس، دیاگوئیتاس، سانتاویرونس، و درمیان دیگر موارد) توسعه یافتند. سپس امپراتوری اینکا، تحت حاکمیت پاچاکوتک به منطقه کنونی شمال غربی آرژانتین تجاوز کرده و آن را تسخیر نمود، و کل این ناحیه تحت عنوان کولاسویو یکپارچه ساخت. گوآرانیا در ناحیه شمال شرقی بر اساس (تولید) یوکا و سیب زمینی شیرین فرهنگی را توسعه داد. مناطق مرکزی و جنوبی (پامپاس و پاتاگونیا) که تحت سیطره فرهنگهای عشایری (بیابانگردی) قرار داشتند در قرن ۱۷ ام توسط ماپوچه‌ها با یکدیگر متحد شدند.

## ورود مهاجرین

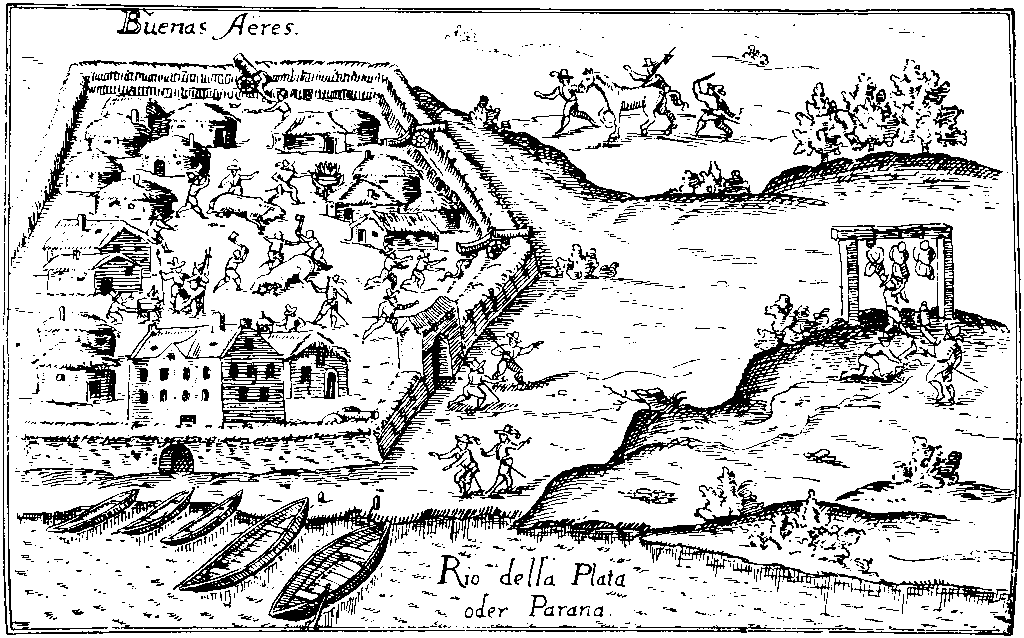
بوینوس آیرس، سال ۱۵۳۶

اروپایی‌ها در سال ۱۵۰۲ به این ناحیه وارد شدند. اسپانیا یک مستعمره دائمی در سال ۱۵۸۰ در منطقه بوئنوس آیرس تأسیس کرد؛ و نایب السلطنه ریو د لاپلاتا در سال ۱۷۷۶ ایجاد شد. در سال‌های ۱۸۰۶ و ۱۸۰۷ امپراتوری بریتانیا حملات بریتانیا به ریو د لاپلاتا دو حمله را به بوئنوس آیرس ترتیب داد، اما جمعیت کریول (دورگه) هر دو حمله را دفع کردند. در ۲۵ می، ۱۸۱۰ پس از تأیید شایعات راجع به برکناری فردیناند هفتم  پادشاه اسپانیا از سوی ناپلئون، شهروندان بوئنوس آیرس از موقعیت استفاده نمودند و پریمرا جونتا اوین انجمن دولتی خود را (انقلاب می) ایجاد کردند. به‌طور رسمی اعلام استقلال آرژانتین از اسپانیا در ۹ژولای ۱۸۱۶ در توکومیان صورت گرفت.
در سال ۱۸۱۷، ژنرال خوزه سن مارتین عبور از آند را محقق کرد، در صدد آزاد سازی شیلی و پرو برآمده، و در نتیجه به این وسیله تهدید اسپانیایی‌ها را از بین برد. گروه‌های مرکزگرا و فدرالیست (به زبان اسپانیولی: «یونتاریوز» و «فدرالز») تا زمانی که اتحاد ملی محقق شد در حال درگیری بودن و در سال ۱۸۵۳ قانون اساسی وضع گردید. 

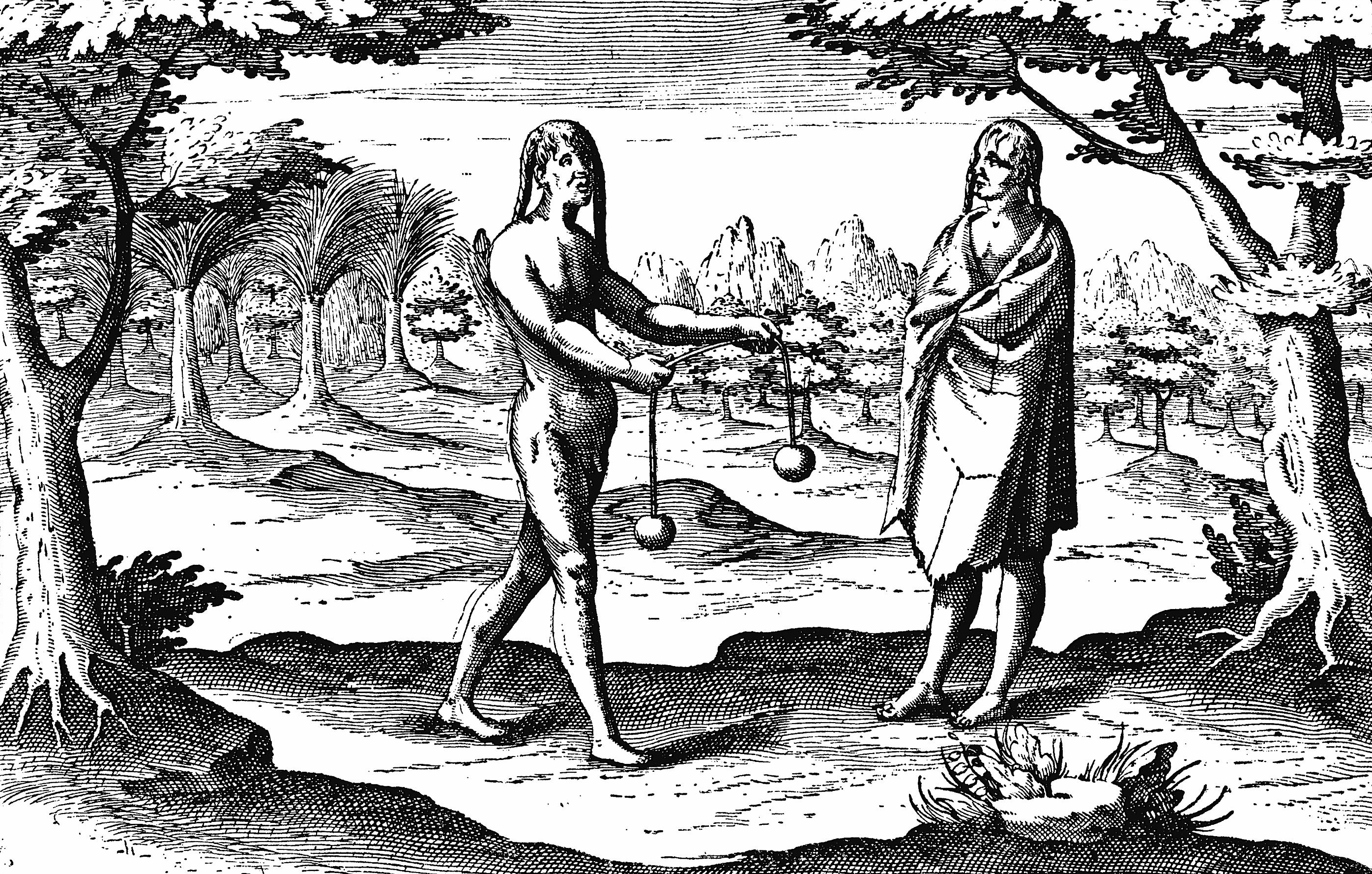
بوميان ريو د لاپلاتا، ترسيم شده توسط هندريک اوتسن (1603)

سرمایه گذاری خارجی و مهاجرت از اروپا به پیاده شدن شگردهای نوین کشاورزی انجامید. در دهه ۱۸۸۰، «تسخیر بیابان» موجب انقیاد یا ازبین رفتن قبایل بومی بازمانده در سراسر پامپاس و پاتاگونیای جنوبی شد.
در سال 1853 با تصویب قانون اساسی جدید , این کشور موسوم به " جمهوری آرژانتین " گردید. از آنجا که استانهای کشور آرژانتین دارای استقلال عمل فراوان بودند تا سال 1860 دولت مرکزی آن , قدرت چندانی نداشت. سرانجام در همان سال (1860) با ایجاد تمرکز قوی , اختیارات استانها محدود شد و از این سال به کشور آرژانتین متحد (Argantine Natino) معروف گردید. در سال 1879 نیز با تصرف سرزمینهای جنوبی موسوم به پاتاگونیا (Patagonia) , آرژانتین در حدود فعلی خود قرار گرفت و جمهوری آرژانتین فعلی تکوین یافت.

## دوران صنعتی

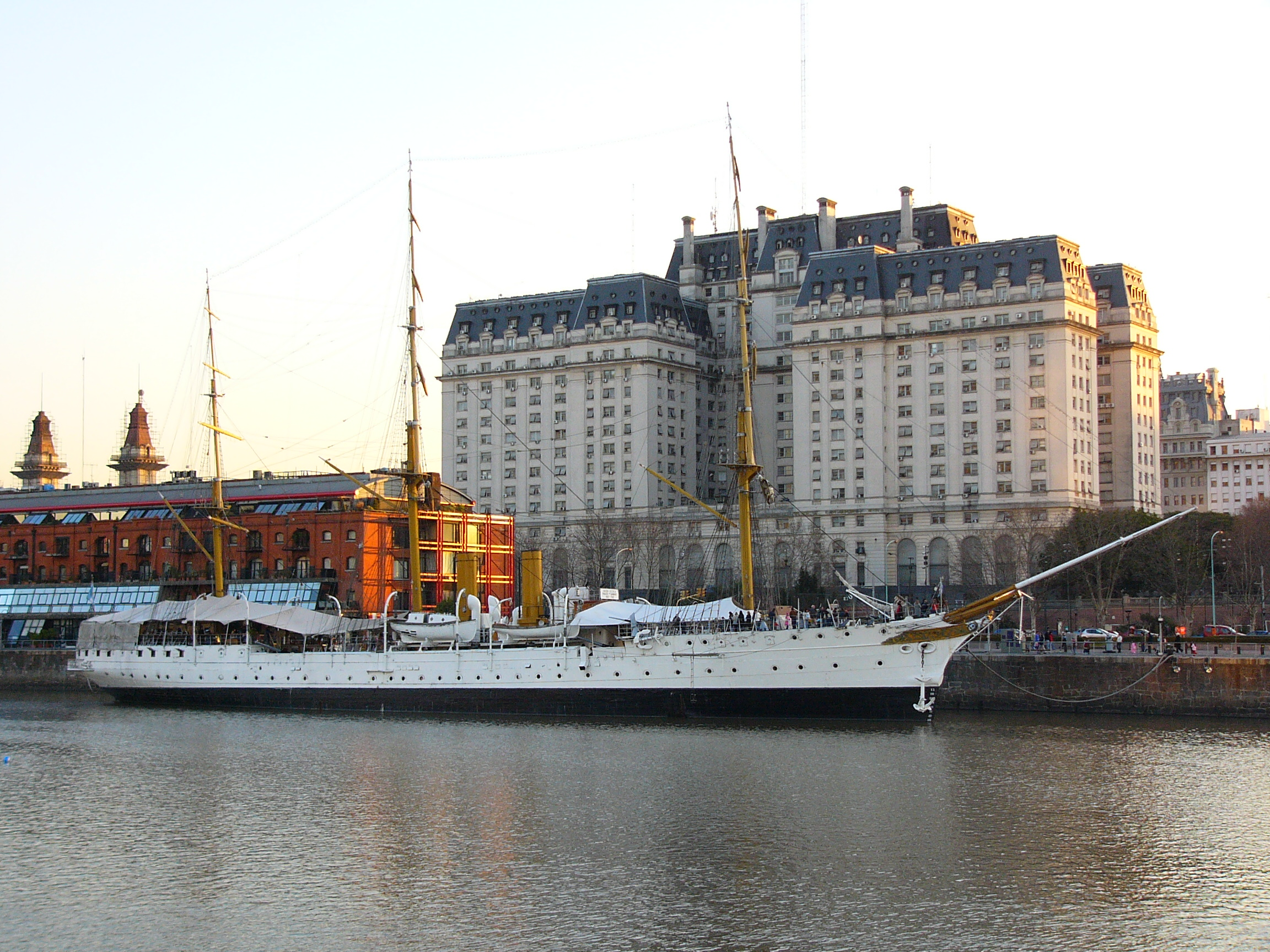
کشتی آموزشی سارمینتو و وزارت دفاع، بوئنوس آیرس

از سال ۱۸۸۰ تا ۱۹۳۰، آرژانتین در اثر اقتصاد صادرات محور، از رفاه و شهرت فزاینده‌ای برخوردار شد، و جمعیت کشور به ۷ برابر افزایش یافت. نیروهای محافظه کار تا سال ۱۹۱۶، در صحنه سیاست آرژانتین غلبه داشتند، زمانی که رقبای سنتی آنها، رادیکال‌ها، کنترل حکومت را به دست گرفتند. نظامیان ارتش در سال ۱۹۳۰ هیپولیتو یریگوین را از قدرت برکنار نمودند، که این به یک دهه دیگر حکومت محافظه کاران منجر شد. تغییر سیاسی موجب رئیس‌جمهور شدن خوآن پرون در سال ۱۹۴۶ گردید، که می‌کوشید طبقه کارگر را به قدرت برساند و تعداد کارگران اتحادیه را به‌طور گسترده افزایش داد. انقلاب لیبرتادورا در سال ۱۹۵۵ او را برکنار نمود.

## حکومتهای نظامی

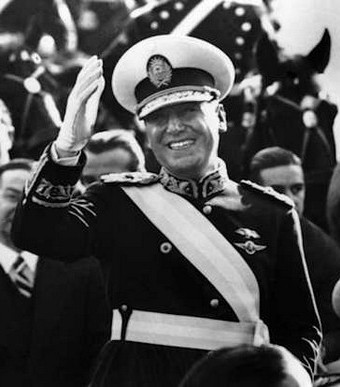
رئيس جمهور خوآن پرون (۱۹۴۶)

از دهه‌های ۱۹۵۰ تا ۱۹۷۰، دولتهای ملایم نظامی و ضعیف غیرنظامی قدرت را به دست گرفتند. طی آن سال‌ها اقتصاد به شدت رشد نمود و فقر تنزل یافت (کمتر از ٪۷ در سال ۱۹۷۵)، اما به‌طور فزاینده‌ای به مصنوعات داخلی وابسته شد. در عین حال آشفتگی سیاسی نیز تشدید شد. در سال ۱۹۷۳، پرون به ریاست جمهوری بازگشت، اما طی یکسال از تصدی قدرت در گذشت. همسر سوم وی ایزابل، معاون ریاست جمهوری، جانشین وی شد، اما کودتای نظامی ۲۴ مارس، ۱۹۷۶ او را از کار برکنار نمود.
نیروهای مسلح قدرت را از طریق یک دیکتاتوری نظامی خونتا که خود آن را فرآیند سازماندهی مجدد ملی می‌خواندند، تا سال ۱۹۸۳ به دست گرفتند. دولت نظامی مخالفان و گروه‌های تروریستی چپگرا را با استفاده از اقدامات خشونت بار غیرقانونی («جنگ کثیف») سرکوب نمود؛ یعنی هزاران نفر از مخالفان «با توسل به زور ناپدید شدند| مفقود شدند»، در حالی که سازمانهای SIDE با DINA و دیگر سازمانهای اطلاعاتی آمریکای جنوبی، و با سازمان سیا در عملیات کرکس همکاری می‌نمودند. بسیاری از رهبران نظامی که در جنگ کثیف شرکت داشتند در مدارس آمریکایی تحت حمایت مالی آمریکا آموزش دیده بودند، که در میان آن‌ها دیکتاتورهای آرژانتینی همچون لئوپولدو گالتییری و روبرتو ویولا قرار داشتند. مشکلات اقتصادی، اتهامات فساد، آزردگی عمومی در مواجهه با تجاوزات به حقوق بشر و نهایتاً شکست این کشور در سال ۱۹۸۲ از بریتانیا در جنگ جزایر فالکلند موجب بی اعتبار شدن رژیم نظامی آرژانتین گردید.

## مردمسالاری
دموکراسی در سال ۱۹۸۳ در آرژانتین برقرار گردید. دولت رادیکال رائول آلفونسو گامهایی را برای یافتن «افراد ناپدید شده»، برداشت، کنترل غیرنظامی را برای نیروهای مسلح برقرار کرده، و موسسات دموکراتیک را انسجام بخشید. اعضای سه گروه دسیسه گر نظامی مورد پیگرد قرار گرفته و به حبس ابد محکوم شدند. ناتوانی در حل مشکلات فراگیر اقتصادی و حفظ اعتماد عمومی موجب خروج زودهنگام آلفونسو شش ماه پیش از اتمام دوره ریاست جمهوری وی از مقام خود شد.
رئیس جمهور کارلوس منم در سال ۱۹۹۱ برای توقف روند تورم شدید، در هیئت ارزی آرژانتین نرخ ثابت مبادله ارز را برای پزو- دلار اعمال نمود و سیاستهای دور از دسترس مبتنی بازار محور را پیاده نمود، موانع بر سر راه تولید داخلی طرفدار تولید داخلی و بی نظمی| مقررات شغلی را برداشت، و برنامه خصوصی سازی را اجرا نمود. این اصلاحات به افزایش فزاینده در سرمایه گذاری و رشد با قیمتهای ثابت بیشتر در طی دهه ۱۹۹۰ کمک نمود. در اواخر دهه ۱۹۹۰ (میلادی)، کسر بودجه‌های عمده و بیش از حد بالارفتن ارزش پزوی ثابت سبب یک نوع حرکت تدریجی به سوی بحران اقتصادی شد. تا پایان دوره ریاست وی در سال ۱۹۹۰، این مشکلات انباشته شده و فساد محسوس سبب بدنام شدن منم شد.

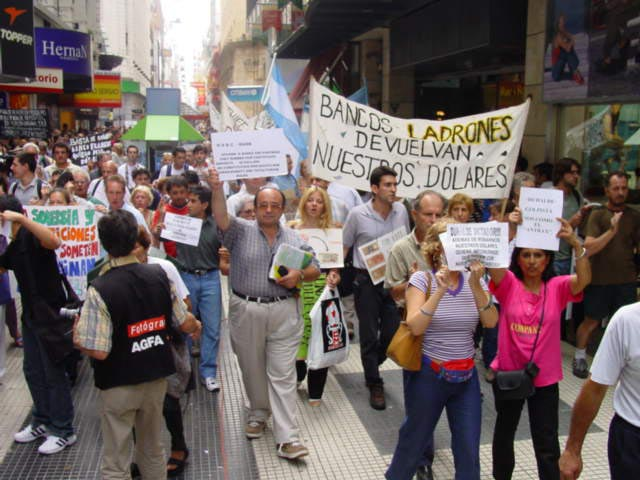
اعتراض عليه «کوراليتو» (2002)

دولتهای منم و دلاروآ با رقابت اندک در صادرات، و واردات گسترده‌ای مواجه بودند که به صنعت ملی آسیب رسانده و اشتغال را کاهش می‌داد و نیز شاهد کسر تراز تجاری و مالی مزمن، و همه گیر شدن بحرانهای متعدد اقتصادی بودند. بحران مالی آسیا در سال ۱۹۹۸ موجب تسریع یک نوع برونریز سرمایه شد که رکود را سریعاً گسترش داد، و بحران مالی را در نوامبر ۲۰۰۱ به اوج خود رساند. ماه بعد، در بحبوحه شورشهای خونین، رئیس‌جمهور دلاروآ بالاخره استعفاء نمود.
طی دو هفته، روسای جمهور متعددی دردوره‌های سریع و کوتاه بر سر کار آمدند، و در اوج آن ادواردو دوهالده از سوی مجمع قانونگذاری در ۲ ژانویه ۲۰۰۲ به عنوان کفیل رئیس‌جمهور آرژانتین منصوب شد. آرژانتین از تعهدات خود مربوط به وام بین‌المللی به دلیل عدم پرداخت (مالی) نکول کرده‌است. ارتباط تقریباً ۱۱ ساله پزو با دلار آمریکا قطع گردید، در نتیجه به استهلاک پزو و شوک ناگهانی در تورم منجر گردید.
با نرخ مبادله ارزی رقابتی تر و قابل انعطاف تر، کشور به اعمال سیاستهای جدیدی مبتنی بر صنعتی سازی مجدد، جایگزینی واردات، افزایش صادرات، و مازاد پایدار ترازهای مالی و تجاری پرداخت. تا پایان سال ۲۰۰۲، اقتصاد شروع به یافتن ثبات نمود. در سال ۲۰۰۳، نستور کریچنر به عنوان رئیس‌جمهور انتخاب شد. طی دوره ریاست جمهوری وی، آرژانتین با تغییر شرایط (پرداخت) وام آرژانتین شرایط وام نکول شده اش را تغییر داد، با نرخ تنزیل گزاف (حدود ۷۵ درصد) برای بسیاری از اوراق بهادار، تمام اقساط معوقه خود را به صندوق بین‌المللی پول پرداخت نمود، قراردادهای با منفعت را مجدداً منعقد کرده، و صنایع خصوصی شده قبلی را ملی اعلام نمود. فعلاً آرژانتین از یک دوره رشد بالای اقتصادی و ثبات فزاینده سیاسی برخوردار است.